# Толумхані
Толумхані (перс. تلومخاني) — село в Ірані, у дегестані Дейламан, у бахші Дейламан, шагрестані Сіяхкаль остану Ґілян. За даними перепису 2006 року, його населення становило 13 осіб, що проживали у складі 4 сімей.